# Estació de Torreblanca (Renfe)
|  | Per a l'estació de Trambaix de Sant Just Desvern vegeu Estació de Torreblanca |

Torreblanca és una estació de la Línia 7 (Regional País Valencià) de la xarxa de Mitjana Distància Renfe del País Valencià situada al sud-est del nucli urbà de Torreblanca, una mica allunyada d'aquest, a la comarca de la Plana Alta de la província de Castelló.
L'estació es troba a la línia del Corredor Mediterrani, per la qual cosa passen molts trens de llarg recorregut sense parar. El 2019 Renfe va acceptar un projecte de millora d'accessibilitat i de modernització de l'estació i de la infraestructura envoltant.
| Procedència/Destinació     | <      | Línia | >                | Procedència/Destinació              |
| -------------------------- | ------ | ----- | ---------------- | ----------------------------------- |
| Mitjana Distància de Renfe |        |       |                  |                                     |
| València-Nord              | Orpesa | 50    | Alcalà de Xivert | Tortosa Barcelona-Estació de França |